# パンカルピナン
パンカルピナン（Pangkal Pinang）は、インドネシアのバンカ島バンカ・ブリトゥン州の都市であり、同州の州都である。

## 歴史
バンカ島東部の錫鉱山を支配するため、1913年にオランダはバンカ・ブリトゥン州の州都をメントク (Muntok) からパンカルピナンに移した。

## 姉妹都市
- マレーシア - コタ・キナバル
- マレーシア - イポー
- インドネシア - アンボン